# О теле и душе
«О теле и душе» (венг. Testről és lélekről) — венгерский драматический фильм режиссёра Ильдико Эньеди. Премьера фильма состоялась в 2017 году на 67-м Берлинском кинофестивале, где картина одержала победу в основной конкурсной программе, а также получила награды ФИПРЕССИ и экуменического жюри.

## Сюжет
Эндре и Мария работают вместе на cкотобойне. Эндре, финансовый директор большого предприятия, имеет физический дефект, а Мария, педантичный инспектор по качеству, страдает расстройством аутистического спектра. В ходе расследования кражи препарата на фабрике проводится психологическое исследование всех сотрудников, и главные герои фильма случайно узнают, что им снится один и тот же сон, где они встречаются в ночном лесу в образе влюблённых друг в друга оленей. Сон помогает Эндре и Марии найти путь друг к другу в реальной жизни, хотя история развития их взаимоотношений едва не заканчивается катастрофой.

## В ролях
| Актёр             | Роль         |
| ----------------- | ------------ |
| Геза Морчаньи     | Эндре        |
| Александра Борбей | Мария        |
| Золтан Шнайдер    | Йено         |
| Эрвин Надь        | Саньи        |
| Тамаш Йордан      | Доктор Марии |
| Жужа Яро          | Жужа         |
| Река Тенки        | Клара        |
| Юлия Ньяко        | Рожи         |
| Итала Бекеш       | Жока         |

## Съёмочная группа
- Режиссёр — Ильдико Эньеди
- Автор сценария — Ильдико Эньеди
- Продюсер — Эрнё Мештерхази, Андраш Мухи, Моника Меч
- Оператор — Мате Хербаи
- Монтаж — Карой Салаи
- Художник-постановщик — Имола Ланг
- Художник по костюмам — Юдит Шинкович

## Награды
- 2017 — 4 приза Берлинского кинофестиваля: «Золотой медведь» за лучший фильм, приз ФИПРЕССИ, приз экуменического жюри, приз читательского жюри «Berliner Morgenpost».
- 2017 — приз за лучший фильм на кинофестивале в Сиднее.
- 2017 — участие в конкурсной программе кинофестиваля в Хайфе.
- 2017 — номинация на приз ФИПРЕССИ на кинофестивале в Сан-Себастьяне.
- 2017 — премия «Золотая лягушка» фестиваля операторского искусства Camerimage (Мате Хербаи).
- 2017 — премия Европейской киноакадемии лучшей европейской актрисе (Александра Борбей), а также 3 номинации: лучший европейский фильм, лучший европейский режиссёр и лучший европейский сценарист (обе — Ильдико Эньеди).
- 2018 — номинация на премию «Оскар» за лучший фильм на иностранном языке.
- 2018 — 5 премий Венгерской кинонедели: лучший фильм, лучший режиссёр полнометражного фильма, лучший сценарий (обе — Ильдико Эньеди), лучшая актриса (Александра Борбей), лучшая актриса второго плана (Река Тенки). Кроме того, лента получила две номинации: лучшая работа художника-постановщика (Имола Ланг), лучший звук.